# Hispano VOV
El V.O.V fue un autobús urbano y suburbano fabricado por Hispano Carrocera. Apareció a finales de los 80. Fue un competidor del Castrosua CS40, ya que tenía características similares a dicho modelo, aunque no tenía tantas prestaciones, como que no hubo versión de gas natural. Se podía carrozar sobre cualquier chasis del mercado y sobre cualquier longitud. El chasis habitual sobre el que se carrozaba este modelo y por el cual adquirió más fama fue primero sobre el chasis Mercedes-Benz o405 y su versión articulada o405-G y en 1995 con la introducción del piso bajo el Mercedes-Benz o405N y su versión articulada o405-GN. De estos últimos, también hubo dos años después una renovación, pasando a llamarse 0405N2 y 0405gN2. También circuló bajo chasis MAN, Iveco, Pegaso, Scania, Volvo y Renault entre otros. Circularon por muchas ciudades y de España, como por ejemplo en Madrid que circularon hasta finales del 2010, Málaga, Zaragoza, Barcelona, Valencia, Sabadell, Terrassa, Oviedo, Cádiz, Bilbao, Alicante, Murcia, Palma de Mallorca, etc.
También circularon varios autobuses por el resto del mundo con Varias variantes del VOV en distintas versiones. En Mérida, circularon más de 20 unidades de trolebuses, en Marruecos y en Singapur. Actualmente solamente quedan en activo varias unidades en Cádiz y en Villena. 
El modelo fue reemplazado definitivamente a finales del año 2000 por el Habit que a su vez fue reemplazado por el TATA Hispano Area en 2011 hasta el cierre de la empresa TATA Hispano en 2014.
Actualmente se conservan varios ejemplares, la mayoría de ellos preservados por varias empresas de transporte, asociaciones y particulares, como por ejemplo un Volvo B10M de Mohn adquirido en 1992 o un Mercedes-Benz o405 adquirido en 1991 por Bilbobus y actualmente preservado por la asociación de amigos del ferrocarril Vasco. También destacamos otro Mercedes-Benz o405N2 adquirido por la empresa TUS Sabadell (nº70) en noviembre de 1995. Otro de ellos de TUS  (nº82) adquirido en octubre de 1998 también ha sido preservado por la asociación ARCA. Un socio de la misma asociación también tiene preservado un Volvo B10-M de Auvaca (Valencia) original de 1996.
También hay otros ejemplares en varias asociaciones, como es el caso de varios “Hispano VOV” en Málaga gracias a la asociación TRANBUS. Se conserva una unidad Iveco 623E2 adquirida en 1996, un Mercedes Benz o405 adquirido en 1991 por TUZSA (Zaragoza) y que fue traspasado en 2006 a Avanza Ourense. También se conserva un Mercedes-Benz o405GN2 original de la ciudad malagueña de 1998. La Fundació TMB también guarda dos ejemplares “Hispano VOV” que tuvo en circulación en el pasado y que esperan su preservación (un Mercedes-Benz o405 adquirido originalmente en 1992 y otro de piso bajo adquirido en 1996).
- Datos: Q10940461